# Марн-ла-Валле
Марн-ла-Валле́ — «нове місто» у Франції, розташоване у регіоні Іль-де-Франс на схід від Парижа. Створення «нового міста» розпочалося в 1965 році, і нині Марн-ла-Валле охоплює 15 000 гектарів і включає до себе 26 муніципалітетів у 3 департаментах: Сена і Марна Сена-Сен-Дені, Валь-де-Марн.
На території Марн-ла-Валле розташовуються Діснейленд та Національна школа мостів та доріг.

## Склад

Поділ Марн-ла-Валле на округи (станом на 2013 рік)

1. Сектор I (Порт-де-Парі; фр. Porte de Paris) — 3 муніципалітети департаментів Сена-Сен-Дені та Валь-де-Марн:
  - Нуазі-ле-Гран (департамент Сена-Сен-Дені)
  - Вільє-сюр-Марн (департамент Валь-де-Марн)
  - Брі-сюр-Марн (департамент Валь-де-Марн)
2. Сектор II (Валь-Мобе, фр. Val Maubuée) — 6 муніципалітетів департаменту Сена і Марна:
  - Шам-сюр-Марн
  - Круассі-Бобур
  - Емеренвіль
  - Лонь
  - Нуазьєль
  - Торсі
3. Сектор III (Валь-де-Бюссі, фр. Val de Bussy) — 12 муніципалітетів департаменту Сена і Марна:
  - Бюссі-Сен-Жорж
  - Бюссі-Сен-Мартен
  - Шантлу-ан-Брі
  - Коллеж'ян
  - Конш-сюр-Гондуар
  - Ферр'єр-ан-Брі
  - Гуверн
  - Германт
  - Жоссіньї
  - Ланьї-сюр-Марн
  - Монтеврен
  - Сен-Тібо-де-Вінь
4. Сектор IV (Валь-д-Ероп, фр. Val d'Europe) — 6 муніципалітетів департаменту Сена і Марна:
  - Баї-Роменвільє
  - Шессі
  - Кувре
  - Маньї-ле-Онгр
  - Серріс
  - Вільнев-ле-Конт